# 瀕死の探偵
「瀕死の探偵」（ひんしのたんてい、The Adventure of the Dying Detective）は、イギリスの小説家、アーサー・コナン・ドイルによる短編小説。シャーロック・ホームズシリーズの一つで、56ある短編小説のうち43番目に発表された作品である。イギリスの『ストランド・マガジン』1913年12月号、アメリカの『コリアーズ・ウィークリー』1913年11月22日号に発表。1917年発行の第4短編集『シャーロック・ホームズ最後の挨拶』(His Last Bow) に収録された。

## あらすじ

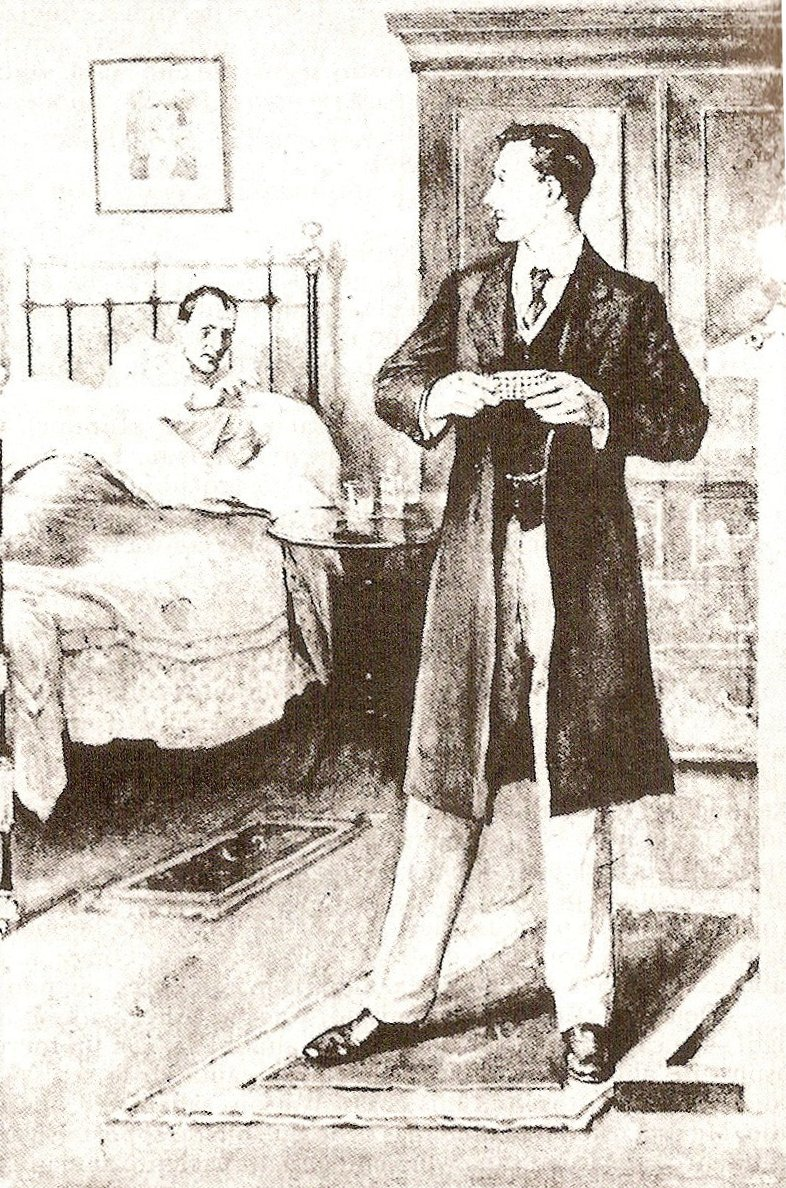
瀕死のホームズとワトスン - ウォルター・パジェット画、『ストランド・マガジン』掲載の挿絵

伝記作家で医師のジョン・H・ワトスンが結婚し、私立諮問探偵のシャーロック・ホームズとの共同生活を解消してから2年後。ベーカー街221Bの家主であるハドスン夫人がワトスンの家を訪ねてきた。ホームズが病にかかり、瀕死状態なのだという。
ワトスンはすぐにベーカー街へ向かう。ベッドに横たわるホームズはやせ衰え、手は痙攣し、目や頬の状態からすると熱もあるらしい。ワトスンがベッドに近寄ると、ホームズに制止される。病は船乗りから感染したスマトラ島のクーリー（苦力)病で、接触感染するという。ワトスンは構わず診察しようとするが、ホームズはワトスンの腕前が信用できないと拒絶する。さらにホームズは、熱帯病に詳しい医師を連れて来るというワトスンの提案も受け入れず、後で自分が指定する人物を呼んでくるようにと言い張る。その言動は普段のホームズとかけ離れていて、ワトスンが室内にあった象牙の小箱を手に取っただけで絶叫し、自分の持ち物に触るなと逆上して罵るほどである。ワトスンは病でホームズの精神状態がおかしくなっているのだと考え、止むを得ず従うことにする。
やがて、ホームズはうわごとを交えながら、呼んで欲しいのはカルヴァートン・スミスだと話す。スミスとホームズはその甥が死んだ事件の調査で対立関係にあるが、スミスはこの病に詳しい唯一の人物だという。ワトスンは必ずスミスを連れて来ると約束し、スミスの屋敷へ向かう。面会を求めたが門前払いされたワトスンは、無理矢理スミスの部屋へ押し入り、ホームズが瀕死であり診察に来て欲しいと頼む。スミスは一瞬だけ邪な笑顔を覗かせ、診察を承知した。先にベーカー街へ戻ったワトスンは、診察への立ち会いをホームズに拒絶され、ベッドの近くにある隙間へ隠れていることになった。
診察に来たはずのスミスはホームズを乱暴に起こすと、この病に感染したら助からないと笑う。ホームズは、スミスが甥を殺した疑惑は忘れるから、助けて欲しいと懇願する。スミスは嘲笑し、病の原因は自分の送った象牙の小箱にあると告げる。小箱には開けた者を傷つける仕掛けがあり、甥にもホームズにもその傷から病に感染させたのだという。小箱を回収し、ホームズが死ぬのを見物しようとするスミスに対し、ホームズは弱った囁き声でガス灯を明るくして欲しいと頼む。目が霞んできたのだろうと納得したスミスがガス灯を明るくすると、ホームズは突然普段の声に戻り、次はマッチと煙草が欲しいと言った。

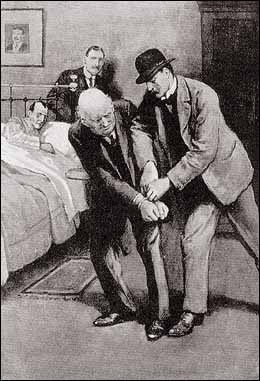
スミスに手錠をかけるモートン警部 - ウォルター・パジェット画、『ストランド・マガジン』掲載の挿絵

愕然とするスミスに、ホームズは病で瀕死に見えるよう演技していたと明かす。ガス灯の明るさが合図となっていて、部屋にモートン警部が入ってくる。警部はスミスを甥殺しとホームズ殺害未遂の容疑で逮捕した。証拠はないと抗弁するスミスに、ホームズは証人として、隠れていたワトスンを紹介するのだった。
送られてきた小箱の罠に気付いたホームズは、絶食したうえで顔色などを化粧で偽装し、ハドスン夫人に自分が瀕死だと思わせた。ハドスン夫人がワトスンを呼びに行き、そのワトスンがスミスを呼んでくるように仕向けたのである。嘘をつけないワトスンが、ホームズは瀕死だと信じることで、スミスをも信じさせる。そしてスミスを誘い出し、証人の前で全てを語らせるという計画だった。ホームズがワトスンを近寄らせなかったのは仮病を見抜かれてしまうからであり、ワトスンの医師としての腕前を信用していたからこその言動だったのである。

## 年代学
事件の発生年については、冒頭にワトスンが結婚してから2年目という記述がある。そこで、ワトスンの結婚が何年に起きたかという点が重要になる。ワトスンは複数回の結婚をしたと考えられ、「白面の兵士」の記述によれば1902年頃にも結婚をしているが、シャーロキアンの多くはホームズの引退を1903年としているため、「瀕死の探偵」は最初の結婚の2年後となる。
シャーロキアンの間では、事件の発生年に関して1887年から1890年までの諸説がある。
正典60編の事件を発生年代順に並べた『詳注版 シャーロック・ホームズ全集』を発表したベアリング＝グールドは、シャーロキアン13名の名前を上げ、1890年説の支持者が7名、1889年と1888年の支持者がそれぞれ3名ずつと紹介しながらも、自身の説では、1887年11月19日の土曜日の出来事としている。

## 挿絵
この短編が『ストランド・マガジン』1913年12月号に掲載された際には、ウォルター・パジェットによる4枚の挿絵がつけられていた。
ウォルターは、シドニー・パジェットの弟である。1891年に『シャーロック・ホームズの冒険』の連載が決まった時、『ストランド・マガジン』の挿絵担当者はウォルターに挿絵を依頼したつもりだったのだが、パジェット家には3人の画家がいたため、手違いで兄のシドニーが引き受けることになったという経緯がある。
シドニーは『ストランド・マガジン』に連載された『冒険』『思い出』『帰還』『バスカヴィル家の犬』の挿絵を担当し、弟のウォルターをモデルにしてホームズを描いたとされている。読者がウォルターを見かけて、ホームズがいると話題になったこともあった。シドニーが1908年に死去したため、その後の『ストランド・マガジン』の連載では様々な画家が起用され、ウォルター・パジェットも「瀕死の探偵」で挿絵を描いたのだった。
『コリアーズ・ウィークリー』1913年11月22日号で挿絵を担当したのはフレデリック・ドア・スティールで、スティールのホームズはウィリアム・ジレットをモデルとして描いたものである。

## 研究
ドイルがホームズを創造する際、モデルにした人物として恩師のジョウゼフ・ベル博士がいる。
ベルは1892年夏にドイルへ送った手紙で、物語の題材を「細菌を使用した犯罪」として執筆したらどうかと提案した。ドイルは、この題材では読者の理解が困難になると返信し、執筆することはなかった。しかし、それから約20年後の1913年になって、細菌を凶器として使用した「瀕死の探偵」が発表された。リチャード・ランセリン・グリーンやオーウェン・ダドリー・エドワーズは、ベルが1911年に死去しドイルが追悼記事を書いたときに、この提案を思い出したのだと推測している。
カルヴァートン・スミスが象牙の小箱に仕掛けた罠に関しては、症状や進行速度などから、コブラの毒であるとするヒュー・レタンの説、ペスト菌であるとするジョージ・B・コーエル博士の説、熱帯地方の病原菌の何かである可能性が高いとするオーウェン・ダドリー・エドワーズの説などがある。
作中、ホームズは瀕死状態を偽装するために、目にベラドンナをさしたと語っている。ベラドンナには瞳孔を拡張する効果があるためだが、毒物でもあり極めて危険な行為である。